# Кейрос, Факундо
Факундо Кейрос Мартинес (исп. Facundo Queiroz Martínez; род. 16 марта 1998, Нуэва-Эльвесия, Колония) — уругвайский футболист, защитник клуба «Олимпия».

## Карьера

### «Минск»
Воспитанник футбольной академии уругвайского клуба «Артезано». Первым тренером футболиста был Карлос Медерос. В 2012 году футболист перебрался в структуру уругвайского клуба «Насьональ». Взрослую карьеру футболист начинал в уругвайских клубах «Бостон Ривер» и «Белья Виста». В январе 2021 года футболист проходил просмотр в белорусском «Рухе». Вскоре футболист официально присоединился к брестскому клубу, однако затем отправился на правах арендного соглашения в столичный «Минск». Дебютировал за клуб футболист 20 марта 2021 года в матче против брестского «Руха», выйдя на поле в стартовом составе. Однако закрепиться в основной команде клуба у футболиста не получилось, в скором времени став оставаться на скамейке запасных. В июле 2021 года футболист покинул клуб и получил статус свободного агента.

### «Дельфин»
Летом 2021 года футболист присоединился к уругвайскому клубу «Колон», где играл до конца года. В январе 2022 года футболист на правах свободного агента присоединился к эквадорскому клубу «Дельфин». В феврале 2022 года эквадорский клуб официально объявил о подписании контракта с уругвайским футболистом. Дебютировал за клуб футболист 20 февраля 2022 года в матче против гуаякильской «Барселоны», выйдя на поле в стартовом составе. Первую половину чемпионата футболист вместе с клубом завершил на итоговом седьмом месте. Дебютным забитым голом за клуб футболист отличился 30 июля 2022 года в матче против клуба «Гуаякиль Сити». Вторую часть чемпионата футболист вместе с клубом закончил на итоговом девятом месте. На протяжении сезона футболист выступал за клуб в роли одного из основных игроков, отличившись своим единственным забитым голом. По окончании сезона футболист покинул клуб.

### «Оренсе» Мачала
В декабре 2022 года футболист на правах свободного агента присоединился к эквадорскому клубу «Оренсе». Начало сезона футболист пропустил из-за перелома предплечья, вернувшись в распоряжение клуба в апреле 2023 года. Дебютировал за клуб футболист 8 апреля 2023 года в матче против клуба «Депортиво Куэнка», выйдя на замену на 84 минуте. Первую половину чемпионата футболист вместе с клубом завершил на итоговом девятом месте. Затем футболист на протяжении почти всей второй части сезона оставался на скамейке запасных, лишь единожды выйдя на поле под конец чемпионата, который завершили на итоговой одиннадцатой строчке. На протяжении всего сезона футболист оставался игроком замены, результативными действиями не отличившись. По окончании сезона футболист покинул эквадорский клуб.

### «Феникс» Монтевидео
В декабре 2023 года футболист на правах свободного агента присоединился к перуанскому клубу «Унион Комерсио», с которым заключил однолетнее соглашение. Однако в скором времени контракт был расторгнут и футболист на правах свободного агента перешёл в уругвайский «Феникс». Дебютировал за клуб футболист 17 февраля 2024 года в матче против клуба «Данубио», выйдя на поле в стартовом составе. Вместе с клубом футболист завершил Апертуру на итоговом предпоследнем месте. На протяжении первой половины сезона футболист выступал за уругвайский клуб в роли ключевого игрока, результативными действиями не отличившись, однако затем в конце апреля 2024 года футболист потерял место в стартовом составе. В июне 2024 года футболист покинул клуб.

### «Кобан Имперьяль»
В июне 2024 года футболист на правах свободного агента присоединился к гватемальскому клубу «Кобан Имперьяль», с которым подписал контракт до конца сезона. Дебютировал за клуб футболист 10 августа 2024 года в матче против клуба «Комуникасьонес», выйдя на поле в стартовом составе. Дебютным забитым голом за клуб футболист отличился 21 ноября 2024 года в матче против клуба «Комуникасьонес». Вместе с клубом футболист занял итоговое третье место в Апертуре, выйдя в раунд плей-офф, где в финале по сумме матчей проиграли клубу «Шелаху». Затем футболист вместе с клубом также заняли третье место уже в Клаусуре, однако в раунде плей-офф остановились на полуфинальных матчах, где уступили клубу «Антигуа-Гуатемала». На протяжении сезона футболист выступал за клуб в роли одного из ключевых игроков, отличившись 3 забитыми голами и результативной передачей. В июне 2025 года футболист покинул клуб по окончании срока действия контракта.

### «Олимпия» Тегусигальпа
В июне 2025 года футболист на правах свободного агента перешёл в гондурасскую «Олимпию».